# Туюшева, Эльмира Альбертовна
Эльми́ра Альбе́ртовна Тую́шева (в кино известна под фамилией мужа как Эльмира Метреве́ли; род. 21 апреля 1977, Обнинск) — российская модель, актриса. Победительница конкурса Мисс Россия 1995. Параллельно карьере в модельном бизнесе снимается в кино.

## Биография
Эльмира Туюшева родилась 21 апреля 1977 года.
По собственному признанию, ещё в 12-летнем возрасте нагадала себе, что будет победительницей национального конкурса красоты (тогда это был ещё СССР). В 16 лет отказалась от участия в городском конкурсе красоты в пользу школьных выпускных экзаменов и поступления в институт. В 1994 году поступила на факультет кибернетики Обнинского института атомной энергетики (ИАТЭ) и начала работать с одним из московских модельных агентств. Агент Туюшевой привёл её на конкурс Мисс Россия 1995, где она ещё на отборочном этапе вошла в число фавориток организаторов. После победы в конкурсе ушла из института и занялась карьерой в модельном бизнесе. Параллельно карьере в модельном бизнесе начала кинокарьеру; снимается, главным образом, в ролях второго плана.
Снималась в рекламных роликах LG Electronics, Filodoro, Girol, Orbit, Cote’d’Ore, ТЕЛЕ-2. Участвовала в показах брендов Trussardi, Les Copains, Krizia, «Адамас», Grekoff, «Крутикова». Работала с европейскими агентствами Why Not (Милан), Pepea models (Милан), Paolo Tomey (Милан), Zoe (Рим), Crystal (Париж).
Обучалась в первом потоке курсов кинокомпании «А-медиа», после чего поступила на актёрский факультет Школы-студии МХАТ, который окончила в 2007 году (курс Дмитрия Брусникина и Романа Козака).
Снималась в ролях второго плана в кино. Одна из известных работ — модель Ингеборга в фильме Андрея Кончаловского «Глянец» (2007).

### Семья
- Муж — Владислав (Влад) Маратович Метревели (р. 1963), российский модельный скаут, бывший директор модельного агентства Casta Model Management[6]. В настоящее время исполнительный директор Национальной ассоциации организаторов мероприятий (НАОМ)[7].
  - Сын — Ян Владиславович Метревели (р. 2010)[3][8].

## Фильмография
| Год  |   | Название                      | Роль                                |
| ---- | - | ----------------------------- | ----------------------------------- |
| 2006 | с | Счастье по рецепту            | подруга Дины                        |
| 2007 | ф | Глянец                        | Ингеборга                           |
| 2008 | ф | Капкан для киллера            | Катя Ремезова                       |
| 2009 | с | Однажды будет любовь          | Кристина                            |
| 2009 | ф | Пикап: съём без правил        | Вита                                |
| 2009 | ф | Чёрная Молния                 | девушка в автомобиле (нет в титрах) |
| 2010 | с | Была любовь                   | Анжелика                            |
| 2010 | с | Прокуратура (Дело Крапивиных) | жена олигарха                       |
| 2010 | ф | Неудачников.net               | вдова физика                        |
| 2010 | с | «Алиби» на двоих              | подруга Гоши                        |
| 2010 | ф | Телохранитель-3               | Викуся                              |
| 2010 | с | Тухачевский. Заговор маршала  | Лика, жена Тухачевского             |
| 2013 | с | Анютино счастье               | Инесса                              |